# Abraham y los tres Ángeles

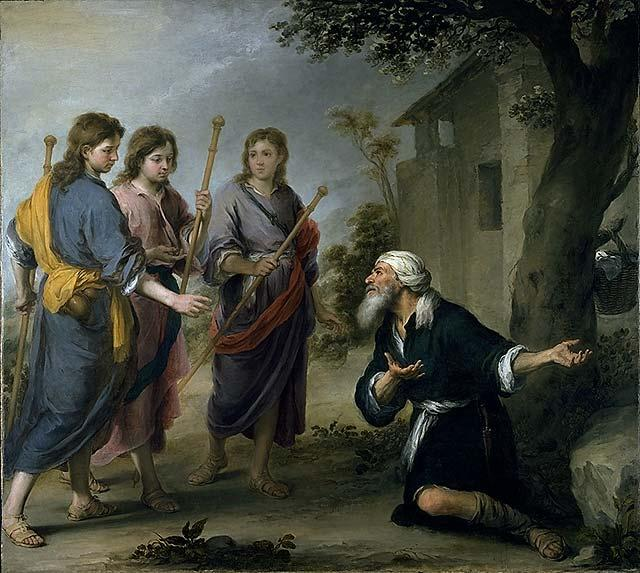
Abraham y los tres ángeles (c. 1670-1674) de Bartolomé Esteban Murillo

Abraham y los tres ángeles es un c. 1670-1674 pintura al óleo sobre lienzo de Bartolomé Esteban Murillo, hoy en la Galería Nacional de Canadá en Ottawa, que la compró en 1948. 
La obra es uno de los ocho cuadros encargados para la Hermandad de la Caridad de Sevilla, a la que pertenecía el propio artista y uno de cuyos mandamientos era vestir al desnudo. Cuatro de esas ocho obras permanecen en Sevilla (San Juan de Dios cargando a un enfermo, El milagro de los panes y los peces, Moisés en el peñón de Horeb y Santa Isabel de Hungría), mientras que la obra de Ottawa y las tres restantes fueron saqueadas por El ejército de Napoleón en 1810 (El regreso del hijo pródigo, Galería Nacional de Arte; La curación del paralítico, Galería Nacional, Londres; La liberación de San Pedro, Museo del Hermitage).